# Dan Fogelberg
Daniel Grayling Fogelberg, detto Dan (Peoria, 13 agosto 1951 – Deer Isle, 16 dicembre 2007), è stato un cantautore, musicista e compositore statunitense.
La sua musica si ispirò al folk, pop, rock, alla musica classica, al jazz e al country blues. È principalmente conosciuto per il suo brano di maggior successo, che fu una hit nel 1981, con il titolo "Leader of the Band".

## Biografia
Dan Fogelberg era il più giovane di tre figli, suo padre, Lawrence Fogelberg, musicista anch'egli, era un bandleader a livello locale ed in seguito insegnante di musica, mentre la madre, Margaret Irvine, di origine scozzese emigrata con i genitori in Illinois all'età di tre anni, era una cantante (amatoriale) lirica.
In questo contesto familiare si può già capire la naturale predisposizione alla musica che il giovane di Peoria aveva, cominciò a strimpellare, ancora adolescente una chitarra hawaiana, dono di suo nonno, per poi imparare seriamente gli accordi da una vera chitarra.
Affascinato dalla scena musicale della prima metà degli anni sessanta (Beatles in primis), Fogelberg formò assieme ad altri amici, la sua prima vera band, chiamata Clan, il gruppo riusciva ad eseguire quasi tutto il repertorio del quartetto di Liverpool.
Dopo gli studi, si unì ad una nuova band, Coachmen, suonando repertorio di musicisti in auge in quel periodo, in particolare folk-rock.
Trasferitosi ad Urbana, cominciò ad esibirsi in un locale (The Red Herring) gestito da un suo parente, tal Peter Berkov, pure lui musicista.
Una importante tappa nella carriera musicale di Fogelberg fu l'incontro con Irving Azoff, manager musicale che aveva già lanciato verso il successo un'altra band locale, i REO Speedwagon, strappando un contratto con la Epic Records, Azoff fu inoltre manager di molti famosi gruppi (e solisti) musicali, tra cui gli Eagles.
Il manager, colpito dal talento di Fogelberg, lo portò a Los Angeles, dove gli fece firmare un contratto discografico con la Columbia.
Il suo album di debutto (Home Free) fu prodotto dall'esperto musicista Norbert Putnam e fu registrato a Nashville, città che piacque molto a Fogelberg, l'album vendette più di un milione di copie e fu certificato disco di platino dalla RIAA.
La carriera di Dan Fogelberg, in termini commerciali (oltre che artistici) fu eccellente, otto dei suoi album furono certificati dischi di platino ed un paio dischi d'oro.
È venuto a mancare nel 2007, stroncato da un tumore alla prostata.

## Curiosità
Uno dei suoi brani, To the Morning (inciso nel 1972 e inserito nel suo primo album), fu oggetto di un plagio da parte di Patty Pravo, per la quale la paroliera Franca Evangelisti (all'oscuro che il brano non fosse originale) scrisse un testo dal sapore dolce e poetico, basandosi sulla musica e lo intitolò Pigramente signora, che Pravo eseguì al Festival di Sanremo 1987. Accusata dell'evidente plagio, la cantante dovette risarcire i danni e si vide rescindere il contratto dalla casa discografica. Nel 1979, ben otto anni prima della versione italiana approntata per Sanremo, Patty Pravo fece un provino del brano utilizzando l'originale testo inglese che però rimase un provino, con tanto di parole dimenticate, quindi mai mixato, e mai pubblicato (ma come spesso succede ha trovato la strada per poter essere comunque ascoltato).

## Discografia
- 1972 - Home Free (Columbia Records, KC 31751)
- 1974 - Souvenirs (Full Moon/Epic Records, KE 33137)
- 1975 - Captured Angel (Full Moon/Epic Records, PE 33499)
- 1977 - Nether Lands (Full Moon/Epic Records, PE 34185)
- 1978 - Twin Sons of Different Mothers (Full Moon/Epic Records, JE 35339) con Tim Weisberg
- 1979 - Phoenix (Full Moon/Epic Records, FE 35634)
- 1981 - The Innocent Age (Full Moon/Epic Records, KE2 37393) 2 LP
- 1982 - Interchords (Full Moon/Epic Records, A2S 1335) 2 LP
- 1982 - Greatest Hits (Full Moon/Epic Records, QE 38308) Raccolta
- 1984 - Windows and Walls (Full Moon/Epic Records, QE 39004)
- 1985 - High Country Snows (Full Moon/Epic Records, FE 39616)
- 1987 - Exiles (Full Moon/Epic Records, OE 40271)
- 1990 - The Wild Places (Epic Records, 467006 2)
- 1991 - Dan Fogelberg Live: Greetings from the West (Full Moon/Epic Records, E2K 48625)  Live, 2 CD
- 1993 - River of Souls (Full Moon Records, EK 46934)
- 1995 - Love Songs (Epic Records, EK 67374) Raccolta
- 1995 - No Resemblance Whatsoever (Giant Records, 9 24626-2) con Tim Weisberg
- 1997 - Portrait: The Music of Dan Fogelberg (Epic/Legacy Records, E4K 67949) Raccolta, 4 CD (giugno 1997)
- 1997 - Promises (Sony Music Special Products, A 28450) Raccolta
- 1998 - Super Hits (Epic/Legacy Records, EK 65444)  Raccolta
- 1999 - The First Christmas Morning (Morning Sky Records, MSPCD 8001)
- 2000 - Live: Something Old New Borrowed...and Some Blues (Morning Sky Records, MSPCD 8002) Live Compilation
- 2001 - The Very Best of Dan Fogelberg (Epic/Legacy Records, EK 85280) Raccolta
- 2003 - Full Circle (Morning Sky Records, MSPCD 8003)
- 2003 - The Essential Dan Fogelberg (Epic/Legacy Records, EK 89066) Raccolta
- 2009 - Love in Time (Full Moon Records, B0013368-2)
- 2017 - Live at Carnegie Hall (Nether Lands Records) Live, 2 CD